# الإرهاب في أستراليا
يستعرض موضوع الإرهاب في أستراليا الأعمال الإرهابية في أستراليا بالإضافة إلى الخطوات التي اتخذتها الحكومة الأسترالية لمواجهة تهديد الإرهاب. حددت الحكومة الأسترالية في عام 2004 الإرهاب العابر للحدود باعتباره تهديدًا أيضًا لأستراليا والمواطنين الأستراليين في الخارج. تعرضت أستراليا لأعمال إرهابية حديثة منذ الستينيات، بينما أصدر البرلمان الفيدرالي-منذ السبعينيات- تشريعات تهدف إلى استهداف الإرهاب.
يُعرَّف الإرهاب بأنه أي عمل أو تهديد بفعل يتسبب فيه الفعل في أشكال معينة محددة من الأذى أو التدخل ويتم الفعل أو التهديد بقصد دفع قضية سياسية أو دينية أو أيديولوجية أو جماعية.

## هجمات إرهابية ملحوظة في أستراليا
وقعت هجمات إرهابية في أستراليا على مدار تاريخ البلاد، بما في ذلك الأحداث البارزة التالية.

### معركة بروكن هيل (1915)
قتل رجلان أربعة أشخاص بالرصاص وأصابوا سبعة آخرين قبل أن يقتلوا على أيدي ضباط الشرطة والجيش. في وقت هجومهم، رفعوا علم الخلافة العثمانية، ثم علم تركيا لاحقًا لتحديد قضيتهم. لم يكن أي من الرجلين عضوًا في أي قوة مسلحة رسمية. في لغة اليوم، يمكن وصف هجومهم بأنه فعل ذئب وحيد. حدد الرجلان لاحقًا على أنهما مسلمان من مستعمرة الهند البريطانية، باكستان الحديثة (بعض المصادر تحددهم بشكل غير صحيح على أنهم أتراك).

### تفجير السفارة السوفييتية (1971)
تعرضت سفارة اتحاد الجمهوريات الاشتراكية السوفييتية لهجوم بقنبلة يدوية في 17 يناير 1971 في كانبيرا.

### تفجير وكالة التجارة العامة والسياحة في سيدني (1972)
وقع تفجير وكالة التجارة العامة والسياحة في سيدني اليوغوسلافية في هايماركت، سيدني في 16 سبتمبر 1972؛ أدى الهجوم إلى إصابة ستة عشر شخصًا. ويعتقد أن منفذي الهجوم انفصاليون كروات.

### تفجير فندق سيدني هيلتون (1978)
وقع تفجير فندق سيدني هيلتون في 13 فبراير 1978؛ انفجرت قنبلة خارج فندق هيلتون في سيدني، الذي كان يستضيف أول اجتماع إقليمي لرؤساء حكومات الكومنولث. قُتل جامعو قمامة وضابط شرطة وأصيب 11 آخرون.

### هجمات محكمة الأسرة في أستراليا (1980-1985)
في 23 يونيو 1980، قتل ديفيد أوباس، قاضي محكمة الأسرة، خارج منزله. في مارس 1984، دمرت قنبلة منزل زميل القاضي ريتشارد جي، الذي نجا. في أبريل، انفجرت قنبلة في مبنى محكمة الأسرة في باراماتا. في يوليو، قُتلت زوجة القاضي راي واتسون عندما انفجرت قنبلة على عتبة منزلهم. في يوليو 1985، أسفر تفجير في قاعة شهود عن مقتل الوزير، غراهام وايكس.

### تفجير منتجع إيواساكي (1980)
في الثانية من صباح يوم 29 نوفمبر 1980، يوم انتخابات ولاية كوينزلاند، فجرت قنبلة زيت النيتروبريل وزيت الوقود بالجيلنايت في موقع بناء منتجع إيواساكي شمال يبون. تسبب الانفجار في حفرة بعرض سبعة أمتار في مجموعة من وحدات العطلات قيد الإنشاء. وصف رئيس الوزراء جوه بيلكي بيترسن والنائب بن همفريز الحادث على أنه هجوم إرهابي، وأعلن متصل بصحيفة روكهامبتون The Morning Bulletin مسؤوليته نيابة عن جيش كوينزلاند الجمهوري. رأت وسائل الإعلام أن الدافع وراء الهجوم هو الاستياء المتزايد من ملكية الأراضي اليابانية في كوينزلاند، بينما زعم بيترسن أنه كان هجومًا عنصريًا. قدم رجلان، إريك جون جيسمان وكيري جيسمان، للمحاكمة في 15 مايو 1981. عثر على كليهما غير مذنبين بعد طرح أسئلة بخصوص سوء سلوك الشرطة في التحقيق، وهي مشكلة شائعة في كوينزلاند في ذلك الوقت.

### اغتيال القنصل التركي العام في سيدني (1980)
في 17 ديسمبر 1980، اغتيل القنصل التركي العام لسيدني شاريك أرياك وملحقه الأمني إنجين سيفر على يد شخصين على دراجتين ناريتين يحملان أسلحة نارية في سيدني. وأعلنت قوات مغاوير العدل التابعة للإبادة الجماعية للأرمن مسؤوليتها عن ارتكاب الجريمة، لكن لم يجر التعرف على الجناة ولم توجه أي تهم. قُتل القنصل العام برصاصة على الرغم من اتخاذ الاحتياطات المتمثلة في عدم السفر في سيارة مرسيدس بنز القنصلية الرسمية وبدلًا من ذلك، اصطحب بسائق في سيارة الملحق الأمني. في ديسمبر 2019، أُعلن أن فريق مكافحة الإرهاب المشترك في نيو ساوث ويلز قد أنشأ قوات إيسليمونت لإعادة التحقيق في جرائم القتل. تمت زيادة المكافأة، مقابل المعلومات التي تؤدي إلى الاعتقال والإدانة، من 250 ألف دولار أسترالي إلى مليون دولار أسترالي. كانت هذه أول مكافأة بقيمة مليون دولار تُعرض على الإطلاق في أستراليا عن عمل إرهابي.
في أغسطس 2020، فتش غواصو قيادة المنطقة البحرية التابعة لشرطة غرينتش بوينت فيما يتعلق بالاغتيال.

### جاك فان تونجرين إيه إن إم (ثمانينيات القرن العشرين حتى القرن الواحد والعشرين)
طوال الثمانينيات من القرن الماضي، انخرطت مجموعة النازيين الجدد في أستراليا الغربية، الحركة القومية الأسترالية، بقيادة جاك فان تونجرين، في سلسلة من التفجيرات للمطاعم والشركات الآسيوية، والعنف السياسي، وقتل المخبر المشتبه به، وأعمال أخرى لتخويف السكان الآسيويين.  سجن فان تونجيرين في النهاية لفترة طويلة من الزمن حتى إطلاق سراحه في أوائل إلى منتصف العقد الأول من القرن الحادي والعشرين. استأنف أنشطته حتى أعيد اعتقاله في عام 2004 كجزء من عملية الأطلسي، ما دفع القاضي إلى إصدار أمره بمغادرة الولاية.
في فبراير 2004، ألقيت قنابل حارقة على ثلاثة مطاعم صينية في بيرث في الساعات الأولى من الصباح. كما حددت الشرطة مؤامرة لإلحاق الأذى بجيم ماكجينتي وعائلته وضابطي شرطة وزعيم عرقي، وداهمت منزل فان تونجرين. بعد مطاردتين منفصلتين للرجل، والثانية بعد تخطي فان تونجرين بكفالة، عثر على فان تونجرين واعتقل في منطقة بودينجتون جنوب شرق بيرث. أُدين فان تونجرين بتهمة التخطيط لتفجير مطاعم صينية في بيرث وتنظيم حملة كراهية مدمرة في عام 2007، ولكن حُكم عليه بالسجن لمدة عامين مع وقف التنفيذ بسبب اعتلال صحته. وحكم على يده اليمنى، جون فان بليترسويك، بالسجن لمدة عامين وأربعة أشهر.

### قنصلية إسرائيل وتفجير نادي الهاكواه (1982)
وقع قصف القنصلية الإسرائيلية ونادي الهاكواه في سيدني في 23 ديسمبر 1982. ووقع التفجيران في نفس اليوم بفارق خمس ساعات عن بعضهما البعض. أدت القضية الأولية إلى اعتقال واحد على الرغم من إسقاط التهم في وقت لاحق. في عام 2011، أعادت شرطة نيو ساوث ويلز والشرطة الفيدرالية الأسترالية فتح القضية مستشهدة بخيوط جديدة.

### تفجير القنصلية التركية (1986)
وقع تفجير القنصلية التركية في ملبورن في 23 نوفمبر 1986؛ انفجرت سيارة مفخخة في موقف للسيارات أسفل القنصلية التركية في جنوب يارا، فيكتوريا، ما أسفر عن مقتل منفذ التفجير الذي فشل في تركيب العبوة بشكل صحيح. ليفون دمريان، وهو من سكان سيدني وله صلات بالاتحاد الثوري الأرمني، اتهم بالهجوم وخدم لمدة 10 سنوات.

### محاولة اغتيال إيدي فوندي (1989)
في عام 1989، أطلق شابان من سكينهيد، مستوحى من مجموعة العمل الوطني للنازيين الجدد ومقرها أستراليا، بنادق رش على منزل ممثل المؤتمر الوطني الأفريقي إيدي فوندي في محاولة اغتيال. وحكم على رئيس الحركة الوطنية جيمس سليم بالسجن ثلاث سنوات ونصف السنة لإصداره أمر الاغتيال. ووصف قاضي المحكمة الاغتيال بأنه عمل من أعمال الإرهاب السياسي العاري.

### تفجير القنصلية الفرنسية في بيرث (1995)
في عام 1995، ألقى إرهابيون قنابل حارقة على القنصلية الفرنسية في بيرث.

### هجوم عيادة الإجهاض (2001)
في 16 يوليو 2001، وصف بيتر جيمس نايت بأنه مهووس ضد الإجهاض، عاش بمفرده في مخيم مؤقت في ريف نيو ساوث ويلز، هاجم عيادة شرق ملبورن لتنظيم الأسرة، وهي عيادة يديرها القطاع الخاص توفر عمليات الإجهاض، ويحمل بندقية، وكميات كبيرة من الكيروسين والولاعات. أطلق النار وقتل حارس أمن في العيادة قبل القبض عليه واعتقاله. اتهم وأدين بجريمة قتل، وحُكم عليه بالسجن المؤبد مع عدم الإفراج المشروط لمدة 23 عامًا. أدرج أكاديمي الإرهاب الأسترالي كلايف ويليامز الهجوم ضمن حوادث العنف ذات الدوافع السياسية في أستراليا.